# Ouara (Tschad)
Koordinaten: 14° 11′ N, 20° 42′ O

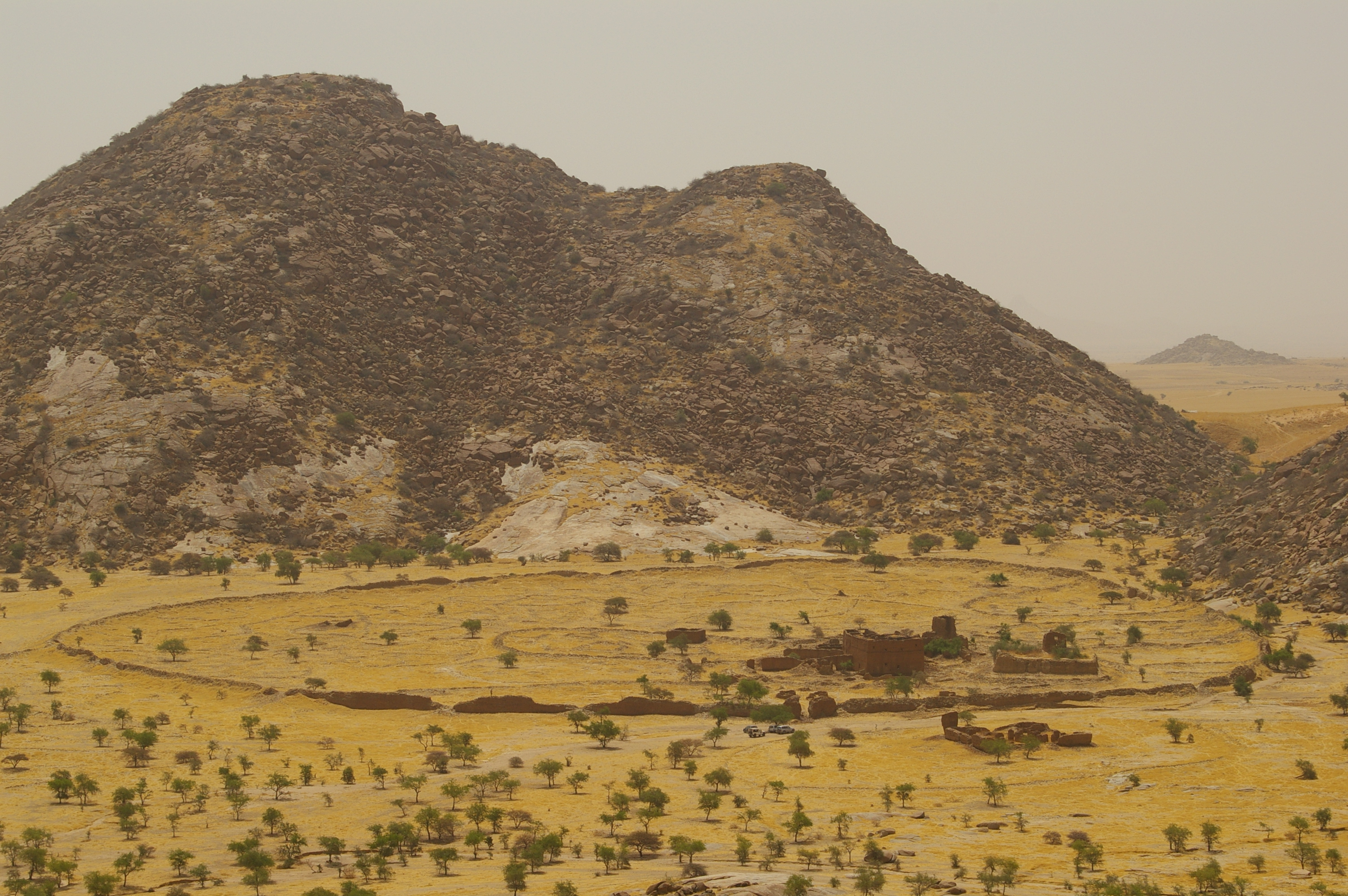
Überreste der Stadt Ouara

Ouara (auch Wara) ist eine ehemalige Stadt in der Provinz Wadai (Ouaddaï) im Tschad. Nach ihr benannt ist das Département Ouara, in dem sie liegt.

## Geschichte
Von 1635 bis 1870 war Ouara die Hauptstadt des arabisch-sudanischen Reiches Wadai, das auf dem Gebiet der heutigen Provinz Wadai lag. Ouara liegt 60 km nordöstlich von deren heutigen Hauptstadt Abéché.
Wegen einer Dürre verließen die Fürsten im 19. Jahrhundert die Stadt, von der heute eine Moschee und der Palast des Abdel-Kerim Ibn Djamé übriggeblieben ist. Die Ziegelsteine dieses Palastes stellte ein ägyptischer Architekt im 16. Jahrhundert her. Der Palast ist von einer Stadtmauer mit 325 Metern Durchmesser umgeben und umfasste mehrere Gebäude, den mehrstöckigen Wohnsitz des Sultans und Wohnungen für seine Ehefrauen. Die Moschee ist ebenfalls aus Ziegelsteinen erbaut.
Diese Ruinen hat der Tschad als UNESCO-Weltkulturerbe vorgeschlagen.